# Oleria confluens
Oleria confluens är en fjärilsart som beskrevs av Richard Haensch 1903. Oleria confluens ingår i släktet Oleria och familjen praktfjärilar. Inga underarter finns listade i Catalogue of Life.